# عبد الله يحيى
عبد الله يحيى (11 يوليو 1986)، إعلامي كويتي

## حياته ومشواره المهني
ولد في الكويت، خريج جامعة الكويت قسم الإعلام، بدأ مشواره كمبتدئ في مجلة اليقظة، وفي نفس الوقت عمل في قناة تلفزيونية خاصة بالإعداد والتقديم. كان يميل للبرامج السياسية ثم بالمتابعة الدؤوبة اكتشف أنه ثقيل نوعا ما وبدأ يتجه ناحية البرامج الحوارية والاجتماعية والثقافية والترفيهية.
إنتقل بعدها للعمل في وزارة الإعلام وتلفزيون الكويت حيث قام بتقديم فقرات برنامج «مساء الخير يا كويت» وبرنامجا خاصا بدار الآثار الإسلامية إنتقل بعدها لتقديم فقرات برنامج «صباح الخير يا كويت» بالإضافة إلى تقديمه داخل الاستديو، عام 2012 قدم برنامج «هوا الديرة» من اعداده وتقديمه والذي تتضمن العديد من التقارير المصورة كما قدم فقرة «زوارة» ضمن برنامج «ابيض اسود ملون»، حيث التقى العديد من أهل الفن الذين غابوا فترة طويلة عن الوسط الفني وسألهم أسئلة مرتبطة بمبنى وزارة الاعلام وذكرياتهم فيه.
في مايو 2015 أعد رسالة يومية عن أوبريت «سدرة الأمل»  خلال فعاليات مهرجان هلا فبراير 2015 قدم برنامج «يوميات مضياف» وفي مايو من نفس العام قدم برنامج «أصل السالفة» من اعداده واعداد «بلقيس مجيد» وتقديمه والذي يتضمن العديد من الاستطلاعات المصورة والمختلفة من حيث المضمون ويدور حول طرح الموروث الشعبي الكويتي وأصل المفرادت الكويتية والقصص والحزاوي القديمة.
في شهر رمضان 2015 قدم برنامجا بعنوان «غبقة رمضانية» وشارك بفقرة المسابقات في بمشاركة زملائه «حصة اللوغاني» ومحمد الوسمي وفي مطلع العام 2016 شارك بتقديم برنامج «ليالي الكويت»  بمشاركة عدة زملاء منهم عبد الله الطليحي، غادة رزوقي وسعود بوشهري وفي شهر رمضان قدم للعام الثاني على التوالي برنامج «غبقة رمضانية»، إضافة لعمله كصحفي في مجلة موندينتي اللبنانية، كما يشارك في تقديم البرنامج الكوميدي «وين فيه» الذي يبرز أهم الأماكن والظواهر في دولة الكويت
في الموسم الثاني من برنامج ليالي الكويت قدم من حلقات اسبوعية مباشرة مع زملائه في الاستديو، إضافة لفقرة «مع عبد الله» التي سلط الضوء فيها على الفنانين بشكل جديد ومختلف  في رمضان 2017 قدم برنامج غبقة الحمراء بمشاركة لولوة العسلاوي كما قدم حفل تخرج طلاب ثانوية عبد الله السالم، في أغسطس 2017 قام بتغطية مهرجان صلالة في سلطنة عمان.
في أكتوبر 2017 عاد بفقرة جديدة بعنوان "ليالي ماركت" ضمن برنامج ليالي الكويت الموسم الثالث لدعم المشاريع الشبابية وسبب اختيار هذه الفكرة وموقع تقديمها جاء انطلاقا من الموسم الثقافي الذي انطلق في أكتوبر حتى أبريل 2018 ، والذي استضاف من خلاله عددا من الشخصيات الفنية والثقافية والضيوف  كما بدأ بتقديم برنامج إذاعي بعنوان فن ميديا" على إذاعة الكويت بمشاركة زميلته مريم السدهان
في فبراير 2018 قدم حفل تدشين نادي الصحافة والنجوم العرب

### مشاركته عضو لجنة تحكيم
عام 2016 شارك كعضو لجنة تحكيم مسابقة وجوه عمانية" oman next top model" في عمان مسقط وكانت ترأسها الاعلامية لميس الكعبي، وضمن اللجنة المودل الخليجي كامل الهنائي 

## البرامج التي قدمها
| العام           | اسم البرنامج                                | عرض على        |
| --------------- | ------------------------------------------- | -------------- |
| 2011            | مساء الخير يا كويت                          | تلفزيون الكويت |
| 2012            | صباح الخير يا كويت                          | تلفزيون الكويت |
| 2012            | هوا الديرة                                  | تلفزيون الكويت |
| 2012            | فقرة زوارة ضمن برنامج "أبيض أسود ملون"      | تلفزيون الكويت |
| رمضان2015       | غبقة رمضانية                                | تلفزيون الكويت |
| هلا فبراير 2015 | يوميات مضياف                                | تلفزيون الكويت |
| مايو 2015       | أصل السالفة                                 | تلفزيون الكويت |
| مايو 2015       | رسالة أوبريت سدرةالأمل                      | تلفزيون الكويت |
| 2016            | فقرة "مع عبد الله " ضمن برنامج ليالي الكويت | تلفزيون الكويت |
| 2016            | وين فيه                                     | يوتيوب         |
| 2016            | فقرة "شالسالفة" ضمن برنامج ليالي الكويت     | تلفزيون الكويت |
| رمضان2017       | غبقة الحمراء                                | تلفزيون الكويت |
| 2017            | فقرة" ليالي ماركت" ضمن برنامج ليالي الكويت  | تلفزيون الكويت |
| 2017            | فن ميديا                                    | إذاعة الكويت   |
| 2018            | فقرة" ليالي ترند" ضمن برنامج ليالي الكويت   | تلفزيون الكويت |
| 2019            | حفلات فبراير الكويت                         | تلفزيون الكويت |
| رمضان2019       | غبقة الحمراء                                | تلفزيون الكويت |
| 2021            | فقرة" القناع" ضمن برنامج ليالي الكويت       | تلفزيون الكويت |